# Moreno (football, 1930)
Pour les articles homonymes, voir Moreno.
Tomás Hernández Burillo, plus connu comme Moreno, né le 19 février 1930 à Saragosse (Espagne) et mort le 2 janvier 1982 dans la même ville, est un joueur de football espagnol des années 1950.
Cet attaquant originaire de Saragosse évolue pendant quatre saisons au FC Barcelone, au sein du Barça de las cinco Copas, aux côtés des Estanislao Basora, César Rodríguez, László Kubala, Jordi Vila et Eduardo Manchón. Lors du championnat 1952-1953, il marque 22 buts en 30 matchs, terminant à la deuxième place du classement des buteurs. Cette même année, il connaît les deux seules sélections de sa carrière en équipe d'Espagne.
Il prend sa retraite sportive en 1958, à seulement 28 ans.

## Palmarès
- Championnat d'Espagne (2) : 1952 et 1953.
- Copa del Generalísimo (2) : 1952, 1953.
- Coupe Eva Duarte (2) : 1952, 1953
- Coupe Latine : 1952